# Conops scutellatus
Conops scutellatus är en tvåvingeart som beskrevs av Johann Wilhelm Meigen 1804. Conops scutellatus ingår i släktet Conops och familjen stekelflugor. Inga underarter finns listade i Catalogue of Life.

## Bildgalleri

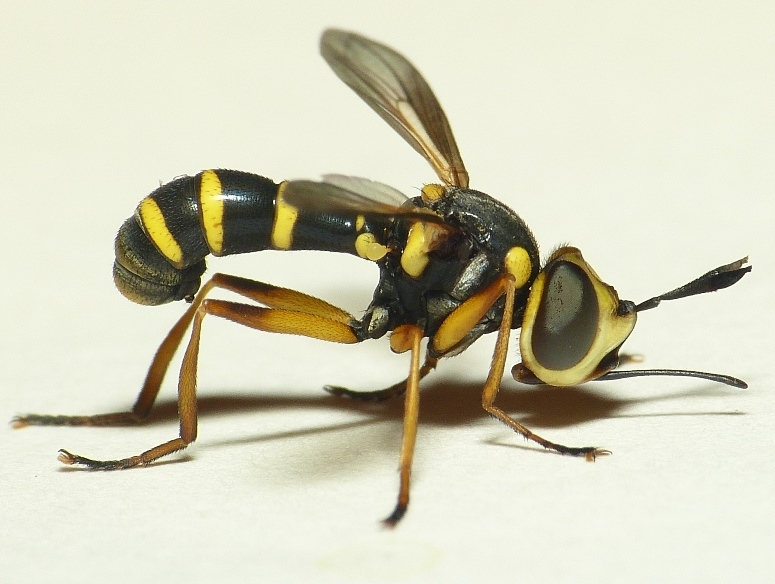